# روبن فرر
روبن فرر (انگلیسی: Rubén Ferrer؛ زادهٔ ۳۱ ژانویهٔ ۱۹۷۵) بازیکن فوتبال اهل آرژانتین است.
از باشگاه‌هایی که در آن بازی کرده‌است می‌توان به باشگاه فوتبال جیمناسیا لاپلاتا و باشگاه ورزشی ماریتیمو اشاره کرد.